# Шани
Шани (шанська တႆး [tɑ́ɪ]; бірм. ရှမ်းလူမျိုး [ʃán lùmjó]; кит.: 掸族 чи 傣族; піньїнь: Shànzú; самоназва — тхай ньо) (Shan і Thai Yai) — народ в Південно-Східній Азії, споріднений з лаосцями. Розмовляють шанською мовою, що належить до паратайської мовної родини.
Населяють територію Шанського національного округу (раніше — федерального штату) М'янми, а також прилеглі території Китаю, Таїланду і Лаосу.
Етнічна спільнота шанів складається з 7 племен, загальною чисельністю понад 3 млн. Більшість шанів сповідують буддизм. У домашньому господарстві селяни вирощують рис і тропічні фрукти, розводять курчат і свиней.

## Історія

Етнічна карта М'янми. Шанів і кхамті позначено бірюзовим

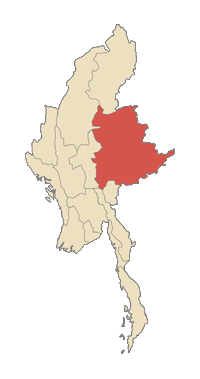
Шанський національний округ на карті М'янми

Шани і споріднені з ними етноси паратайської мовної родини з'явилися в межах Південно-східної Азії вже на межі нашої ери. В М'янмі вони почали грати значну роль під кінець I тисячоліття завдяки посиленню їхньої міграції в південно-західному напрямку. Одночасно з посиленням міграції у шанів складаються перші родоплемінні об'єднання. Створений у VII–VIII ст. союз племен Муанмау починає грати роль центру шанських племен, що призводить у XIII ст. до розповсюдження влади шанів на Північний Сіам, Південну Юньнань, Ассам, Маніпур та північні райони М'янми.
З падінням у кінці XIII ст. Паганської держави, що збіглося з посиленням натиску шанів, шани зайняли значну частину М'янми, і почали претендувати на владу над всією країною. Проте основна маса шанів залишилася жити в передгір'ях і гірських долинах, вони так і не змогли акліматизуватися в долині річки Іраваді і після походів незмінно відступали до гір, захопивши здобич і полонених. З посиленням національних держав бірманців в М'янмі і тайців у Сіамі шани були остаточно витіснені в передгір'я і на Шанське плато. Тут вони живуть і донині, тоді як в важкодоступних гірських районах поряд з ними мешкають народи не лише тайської, але й інших етнічних груп, наприклад ва.
Шани мали декілька князівств, на чолі яких стояли князі (собви). Проте ці протодержавні утворення були нестабільні, а їхні об'єднання — недовговічні. Феодальний лад протримався в таких князівствах аж до XX ст., чому сприяла політика англійської колоніальної адміністрації, що надавала князям повну свободу у внутрішніх справах, можливість утримувати війська, збирати податки тощо. Саме політика спрямована на позбавлення собвів їхньої спадкової влади, а також викуп державою їхніх земель, позбавлення їх права мати військо призвели до сепаратистських виступів шанських князів після отримання незалежності М'янмою.
У наш час шани М'янми ведуть багаторічну боротьбу за національну автономію аж до незалежності Шанської області. Збройна боротьба фінансується на кошти, що надходять від оптового продажу високоякісного опіуму, виробленого з опіумного маку, який складає основу місцевого товарного землеробства. Шани називають опіум «чорними ліками», і повсюдно використовують його для самолікування. У 1994 і в 2005 за домовленістю зі спадковим шанським принцом Ніянг-ше (Яунхе) у вигнанні, Со Хан Па (Сурханпа) шанські старійшини проголошували незалежність Федерації Шанських Держав.

## Мова
Шанська мова має структуру типову для південно-східної групи паратайських мов. Вона поділяється на кілька діалектів, відмінності між якими не є дуже суттєвими. Шанська писемність була створена на основі бірманської абетки. Була спроба створення абетки на латиниці, що не мала успіху. Є досить значна література, написана шанською. Це в основному релігійні тексти поетичної форми.
Значного поширення набувають також офіційні мови країн проживання.

## Матеріальна культура

### Традиційне поселення і житло
Селища шанів можуть налічувати до декількох сотень будинків. Хати багато в чому схожі на бірманські і зазвичай стоять на палях. Зрідка ще зустрічаються великі будинки, в яких мешкає декілька малих сімей, На відміну від бірманців, у шанів одружені сини відділяються від батька і будують домівку окремо, тому сімейних ділянок в шанських селах мало.
Житла собвів значно відрізняються від жител простих селян. Це просторі двоповерхові будівлі зведені з тікових колод та дощок, в яких передбачені приміщення для зберігання музичних інструментів (ритуальних барабанів, гонгів) і бібліотек. На першому поверсі розташовані тронний зал і приміщення для варти. Особливо ретельно і химерно споруджувався дах такого будинку, що прикрашався майолікою і різьбленням по дереву.

### Сільське господарство
Основне заняття шанів — землеробство. Головна культура шанського землеробства — це рис. Залежно від місця існування змінюються способи обробітку землі. У рівнинних районах переважає поливне рисоводство, а на підвищеннях збереглося вирубно-вогняне землеробство. Окрім рису шани вирощують кукурудзу, арахіс, пшеницю, овочі, чай і цукрову тростину. Крім звичних для інших народів М'янми свиней, биків і буйволів шани розводять коней, у тому числі і для їзди верхи. Також використовують робочих слонів. Додаткову роль в їх господарстві займають полювання і рибальство, в основному озерне.

### Ремесла і промисловість
Ремесла різноманітні і мають давні традиції. Добре розвинені ковальська і збройова справа, а також ювелірне мистецтво по сріблу. В той же час через тривалу відособленість шанських князівств і нерозвиненість транспортної інфраструктури, сучасна промисловість на території шанів з'явилась порівняно недавно. У зв'язку з цим у шанів мало міст, і навіть найбільше з них, столиця Шанського національного округу М'янми Таунджі, в порівнянні з рівнинними містами невелике і не має промислового комплексу. Крім того шани не складають більшості його населення. Колишні столиці князівств рідко є більшими за великі села. На території Шану є родовища корисних копалин, їхня розробка ведеться, зазвичай, примітивними способами.

### Одяг

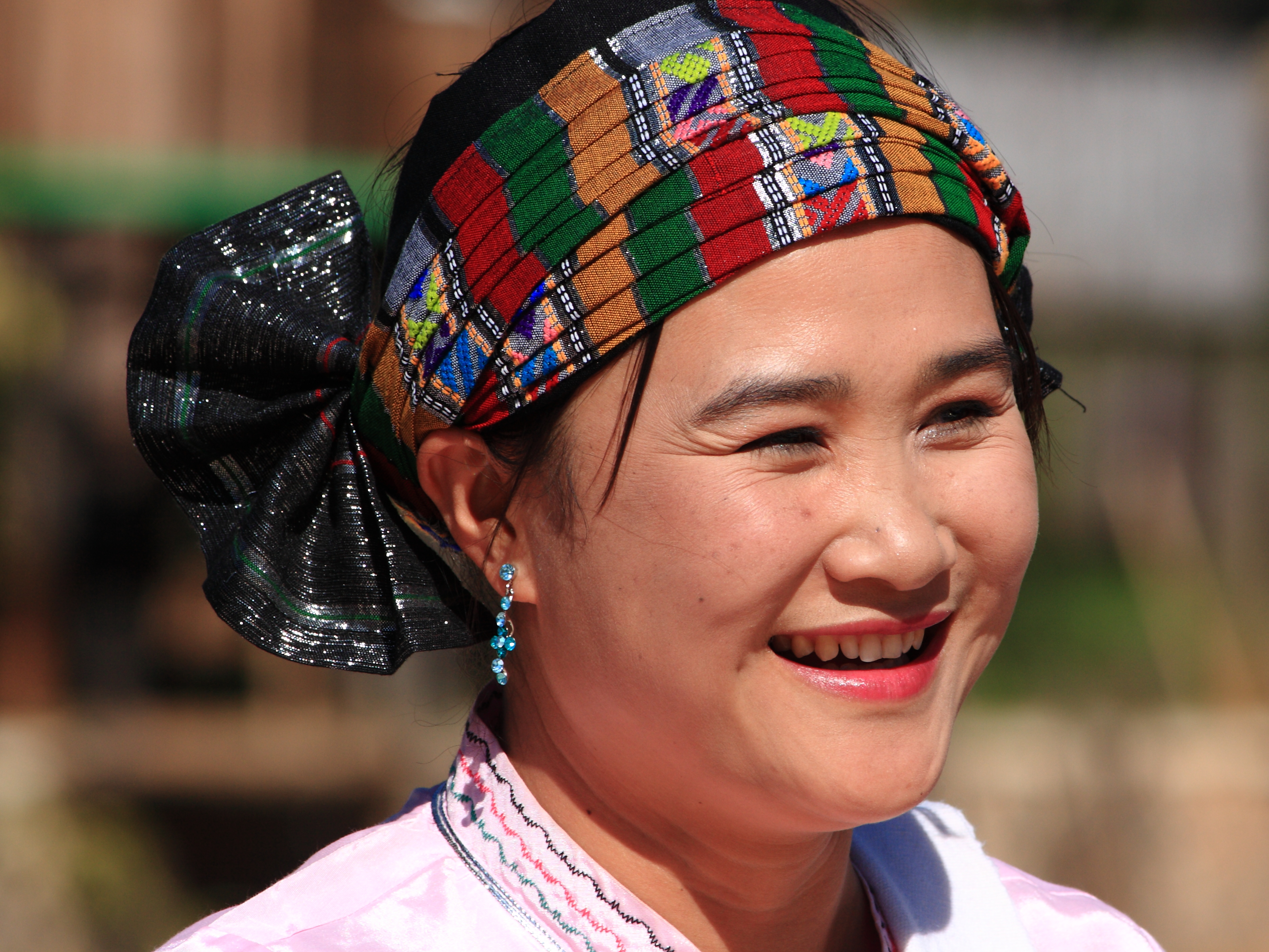
Шанка з кошиком, 2013 р.

Жіноче вбрання в наш час подібне до бірманського, а чоловічий костюм ще зберігся в ужитку. Його головними складовими є розстібна куртка і широкі штани. Зберігся звичай татуювати тіло від поясу по коліна.

### Їжа
У порівнянні з сусідніми народами значне місце в раціоні шанів займає м'ясо, зокрема квашене, що є національною стравою. Крім того, шани вживають картоплю.

## Релігія і вірування
Офіційно більшість шанів сповідують буддизм, проте в їхній свідомості ще сильні пережитки традиційних вірувань. Шани вірять у походження окремих кланів від тієї або іншої тварини, в здатність перекидатись на тварин і спорідненість з тигром, в існування перевертнів і напівлюдей-напівтигрів.
У святах шанів перемішалися елементи буддизму та давніх вірувань. Збереглися свята, пов'язані з поклоніннями духам, з моліннями за врожай. Також існують ритуальні трапези.